# Sarothruridae
Famille
Sarothruridae est une famille d'oiseaux  de l'ordre des Gruiformes. Cette famille comprend 3 genres et 15 espèces.

## Liste des espèces
Selon la classification de référence du Congrès ornithologique international (ordre phylogénique) :
- Genre Sarothrura :
- Sarothrura pulchra – Râle perlé
- Sarothrura elegans – Râle ponctué
- Sarothrura rufa – Râle à camail
- Sarothrura lugens – Râle à tête rousse
- Sarothrura boehmi – Râle de Böhm
- Sarothrura affinis – Râle affin
- Sarothrura insularis – Râle insulaire
- Sarothrura ayresi – Râle à miroir
- Sarothrura watersi – Râle de Waters
- Genre Mentocrex :
- Mentocrex kioloides – Râle à gorge blanche
- Mentocrex beankaensis – Râle des tsingy
- Genre Rallicula :
- Rallicula rubra – Râle marron
- Rallicula leucospila – Râle vergeté
- Rallicula forbesi – Râle de Forbes
- Rallicula mayri – Râle de Mayr